# Phiala unistriga
Phiala unistriga is een vlinder uit de familie van de Eupterotidae. De wetenschappelijke naam van de soort is voor het eerst voorgesteld door Max Gaede in een publicatie uit 1927.
De spanwijdte van het mannetje bedraagt 40 millimeter.
De soort komt voor in Malawi.